# Ateez
ATEEZ (Hangul: 에이티즈, uitgesproken als "Ee-Ties") is een Zuid-Koreaanse boyband die in 2018 werd opgezet door het bedrijf KQ Entertainment. De groep bestaat uit twee rappers en zes zangers: Hongjoong, Seonghwa, Yunho, Yeosang, San, Mingi, Wooyoung en Jongho. Ze debuteerden op 24 oktober 2018 met Treasure EP.1: All to Zero. Op 2 november trad de groep met hun nummer "Pirate King" op bij Music Bank.

## Geschiedenis

### 2018: Pre-debut enTreasure EP.1: All to Zero
Voorafgaand aan hun debuut werd Ateez "KQ Fellaz" genoemd, naar hun label: KQ Entertainment. KQ Entertainment bracht een YouTube-serie uit, KQ Fellaz American Training, waarin ze naar Los Angeles, Californië reisden om te trainen. Tijdens deze show introduceerde KQ Entertainment een negende lid aan de groep, Lee Junyoung. Samen hebben ze een lied gecomponeerd en gechoreografeerd, geproduceerd door de leider Hongjoong, en trainde ze in dansstudio's Movement Lifestyle en Millennium Dance Complex. Yunho was ook te zien in een van Millennium's dansvideo's. De groep bracht hun eerste performance-video uit op 18 mei. Voor de finale van de YouTube-serie bracht KQ Fellaz het nummer 'From' op 3 juli 2018 uit. Via deze release kondigde KQ Entertainment aan dat Lee Junyoung niet zou toetreden tot het laatste debuutteam.
Na de YouTube-serie kondigde KQ Entertainment de realityshow van KQ Fellaz aan op 26 juni 2018, met de eerste van drie teasers. De tweede teaser werd uitgebracht op 3 juli, waarin ze de officiële naam voor de groep introduceerden: Ateez. Vandaar dat de realityshow uiteindelijk Codenaam is Ateez werd genoemd. De derde teaser werd op 13 juli geüpload, met de openingstitel van de show. De show ging in première op de Koreaanse omroepmedia Mnet op 20 juli.
Op 2 oktober 2018 bracht Ateez via hun officiële SNS een teaserfoto uit waarin hun debuutdatum werd aangekondigd. Bovendien gaf het de datum en locatie van hun debuut-showcase: 24 oktober in Yes24 Livehall. Na deze aankondiging hebben ze achtereenvolgens teaserfoto's geüpload van 8 tot 23 oktober.
Op 24 oktober 2018 bracht Ateez hun debuut-ep, Treasure EP.1: All To Zero uit. Naast de release van het album, werden ook muziekvideo's voor de titelnummers "Pirate King" en "Treasure" uitgebracht. Het album bereikte # 7 op de Goan Albums Chart. De groep hield hun debuutshow op dezelfde dag. Hun eerste optreden was op 25 oktober op Mnet's muziekshow M Countdown.

### 2019: Treasure EP.2, Treasure EP.3, Treasure EP.Fin en The Expedition Tour
Op 2 januari bracht Ateez een afbeelding uit via hun officiële SNS met Morse-code als bijschrift. Ze bevestigden later hun comeback-ep, Treasure EP.2: Zero to One, op 3 januari met een opvolgende teaser. Op 15 januari brachten ze hun nieuwe ep, Treasure EP.2: Zero to One uit, met bijhorende videoclip voor het titelnummer, "Say My Name". De perfomancevideo van "Hala Hala (Hearts Awakened, Live Alive)" werd uitgebracht op 7 februari.
Op 24 januari kondigden ze hun allereerste tournee aan, getiteld "The Expedition Tour", met tourdate in maart voor Brooklyn, Chicago, Dakkas, Atlanta en Los Angeles. Op 20 februari kondigden ze meer tourdata aan voor Europa, met april-shows in Londen, Lissabon, Parijs, Berlijn, Amsterdam, Milaan, Boedapest, Stockholm, Warschau en Moskou. Alle vijftien shows waren volledig uitverkocht. Op 12 april trad Ateez op in de Q Factory in Amsterdam. Op 9 mei werd de videoclip voor "Promise" uitgebracht. Op 17 mei trad Ateez op tijdens KCON 2019 Japan in Chiba, Japan. Op 5 juni kondigde Ateez hun eerste tournee door Australië aan, getiteld "The Expedition Tour In Australia", met shows gepland in Melbourne op 9 augustus in Margaret Court Arena en Sydney op 11 augustus in The Big Top Sydney.
De band bracht op 10 juni hun derde ep, Treasure EP.3: One to All, uit. Het titelnummer van de ep, "Wave", werd gekozen door de fans via een online stemming. Op dezelfde dag werden de videoclip van "Wave" en "Illusion" uitgebracht.
Op 20 juni won Ateez voor de eerste keer de 1e plaats op M Countdown. Op 25 juni wonnen ze hun tweede muziekprogramma-uitzending, de 1e plaats op The Show.
Op 6 juli trad Ateez op tijdens KCON 2019 NY in New York. Op 8 juli werd de videoclip voor "Aurora" uitgebracht. Aurora werd geschreven, gecomponeerd en geproduceerd door leider Hongjoong. Op 16 augustus nam Ateez deel aan en trad op bij KCON Rookies, dat deel uitmaakte van KCON LA. Op 17 augustus trad Ateez op tijdens het KCON 2019 LA-concert in Los Angeles. Op 19 augustus trad Ateez ook op tijdens de KCON LA After Party.
Op 20 augustus ontving Ateez hun eerste muziekprijs Best Performance Award op Soribada Awards 2019.
Op 18 september kondigde Ateez de comeback aan van de laatste Treasure ep-serie: Treasure EP. Fin: All To Action. Een reeks foto- en videoteasers werd uitgebracht voor hun aankomende album. Ze traden op op 29 september in KCON Thailand. Op 4 oktober trad Ateez op tijdens Spotify On Stage 2019 in Jakarta, Indonesië. Op 6 oktober traden ze op tijdens Seoul Music Festival (SMUF).
Op 8 oktober bracht Ateez hun eerste volledige studioalbum uit, Treasure EP. Fin: All To Action. De videoclip van het titelnummer "Wonderland" werd ook op dezelfde dag uitgebracht. Ze traden op op 20 oktober in Busan One Asia Festival.
Op 24 oktober vierde ATEEZ hun 1-jarig debuutjubileum met een MOON RIVER-showcase voor fans en de opening van hun officiële merchandise-winkel voor het eerste jubileum.

## Leden
Lijst met namen en functies van leden.
- Kim Hong-joong (김홍중), leider, rapper[37]
- Park Seong-hwa (박성화), zanger[38]
- Jeong Yun-ho (정윤호), zanger, danser[39]
- Kang Yeo-sang (강여상), zanger[40]
- Choi San (최산), zanger, danser[41]
- Song Min-gi (송민기), rapper, danser[42]
- Jung Woo-young (정우영), zanger, danser[43]
- Choi Jong-ho (최종호), zanger[44]

## Discografie
| Titel                               | Jaar | Uitgavedatum      | Titelnummer                   | Type          | opmerking       |
| ----------------------------------- | ---- | ----------------- | ----------------------------- | ------------- | --------------- |
| Treasure EP.1: All to Zero          | 2018 | 24 oktober 2018   | "Pirate King" (해적왕)        | Extended play |                 |
| Treasure EP.1: All to Zero          | 2018 | 24 oktober 2018   | "Treasure"                    | Extended play |                 |
| Treasure EP.2: Zero to One          | 2019 | 15 januari 2019   | "Say My Name"                 | Extended play |                 |
| Treasure EP.3: One to All           | 2019 | 10 juni 2019      | "Wave"                        | Extended play |                 |
| Treasure EP.3: One to All           | 2019 | 10 juni 2019      | "Illusion"                    | Extended play |                 |
| Treasure EP.Fin: All to Action      | 2019 | 8 oktober 2019    | "Wonderland"                  | Studioalbum   |                 |
| Treasure EP.Extra: Shift the Map    | 2019 | 4 december 2019   |                               | Studioalbum   | Japanse release |
| Treasure Epilogue: Action to Answer | 2020 | 6 januari 2020    | "Answer"                      | Extended play |                 |
| Treasure EP.Map to Answer           | 2020 | 12 februari 2020  |                               | Extended play | Japanse release |
| Zero: Fever Part.1                  | 2020 | 30 juli 2020      | "Thanxx"                      | Extended play |                 |
| Zero: Fever Part.1                  | 2020 | 30 juli 2020      | "Inception"                   |               |                 |
| Zero: Fever Part. 2                 | 2021 | 1 maart 2021      | "Fireworks"                   |               |                 |
| Into the A to Z                     | 2021 | 24 maart 2021     |                               |               | Japanse release |
| Dreamers                            | 2021 | 12 juli 2021      | Dreamers                      |               | Japanse release |
| Zero: Fever Part. 3                 | 2021 | 13 september 2021 | "Deja Vu"                     |               |                 |
| Zero: Fever Epilogue                | 2021 | 10 december 2021  | "The Real - heung ver."       |               |                 |
| Don't Stop                          | 2022 | 31 januari 2022   | Don't Stop                    | Single        |                 |
| BEYOND : ZERO                       | 2022 | 25 mei 2022       | ROCKY (Boxers Ver.)           |               | Japanse release |
| THE WORLD EP.1 : MOVEMENT           | 2022 | 29 juli 2022      | Guerrilla                     |               |                 |
| THE WORLD EP.PARADIGM               | 2022 | 29 november 2022  | Paradigm                      |               | Japanse release |
| SPIN OFF : FROM THE WITNESS         | 2022 | 30 december 2022  | Halazia                       |               |                 |
| Limitless                           | 2023 | 22 maart 2023     | Limitless                     |               | Japanse release |
| THE WORLD EP.2 : OUTLAW             | 2023 | 16 juni 2023      | BOUNCY (K-HOT CHILLI PEPPERS) |               |                 |
| THE WORLD EP.FIN : WILL             | 2023 | 1 december 2023   | Crazy Form                    |               |                 |
| NOT OKAY                            | 2024 | 28 februari 2024  | NOT OKAY                      |               | Japanse release |
| GOLDEN HOUR : Part.1                | 2024 | 31 mei 2024       | WORK                          |               |                 |

## Filmografie

### Reality Shows
| Jaar | Titel                     | episodes        | Netwerk | Opmerking                 | Ref    |
| ---- | ------------------------- | --------------- | ------- | ------------------------- | ------ |
| 2018 | KQ Fellaz 미국 연수기     | 19 afleveringen | Youtube | pre-debuut training in LA | [ 45 ] |
| 2018 | Codenaam Is ATEEZ         | 8 afleveringen  | Mnet    | pre-debuut                | [ 46 ] |
| 2019 | ATEEZ (에이 티즈) Gezocht | 8 afleveringen  | Youtube |                           | [ 47 ] |
| 2019 | ATEEZ Lange reis          | 4 afleveringen  | Mnet    |                           | [ 48 ] |
| 2019 | ATEEZ-schatfilm           | 3 afleveringen  | Mnet    |                           |        |

## Tournees en Concerten

### The Expedition Tour in USA
| Datum         | stad        | plaats               | Ref    |
| ------------- | ----------- | -------------------- | ------ |
| 15 maart 2019 | Los Angeles | Globe Theatre        | [ 49 ] |
| 17 maart 2019 | Dallas      | Theater van Granada  |        |
| 20 maart 2019 | Chicago     | Park West            |        |
| 22 maart 2019 | Atlanta     | Centre Stage Theater |        |
| 24 maart 2019 | New York    | Warschau             |        |

### The Expedition Tour in Europe
| Datum         | stad      | land                | plaats                | Ref    |
| ------------- | --------- | ------------------- | --------------------- | ------ |
| 3 april 2019  | Londen    | Verenigd Koninkrijk | O2 Forum Kentish Town | [ 50 ] |
| 5 april 2019  | Lissabon  | Portugal            | Lisboa ea Vivo        |        |
| 7 april 2019  | Parijs    | Frankrijk           | Le Bataclan           |        |
| 9 april 2019  | Berlijn   | Duitsland           | Astra Kulturhaus      |        |
| 12 april 2019 | Amsterdam | Nederland           | Q Factory             |        |
| 14 april 2019 | Milaan    | Italië              | Magazzini Generali    |        |
| 16 april 2019 | Boedapest | Hongarije           | Durer Kert            |        |
| 18 april 2019 | Stockholm | Zweden              | Fryshuset Klubben     |        |
| 19 april 2019 | Warschau  | Polen               | Palladium             |        |
| 21 april 2019 | Moskou    | Rusland             | Izvestia Hall         |        |

### The Expedition Tour in Australia
| Datum            | stad      | plaats               | Ref           |
| ---------------- | --------- | -------------------- | ------------- |
| 9 augustus 2019  | Melbourne | Margaret Court Arena | [ 51 ] [ 52 ] |
| 11 augustus 2019 | Sydney    | Big Top Sydney       | [ 51 ] [ 53 ] |

## Prijzen en Nominaties

### Golden Disc Awards
| Jaar | Prijs                 | Ontvanger                            | Uitslag     |
| ---- | --------------------- | ------------------------------------ | ----------- |
| 2019 | Best Album            | Album Treasure EP.FIN: All To Action | Genomineerd |
| 2019 | Most Popular Artist   | Ateez                                | Genomineerd |
| 2019 | Rookie Artist         | Ateez                                | Genomineerd |
| 2019 | Next Generation Award | Ateez                                | Gewonnen    |

### High1 Seoul Music Awards
| Jaar | Prijs         | Ontvanger | Uitslag     |
| ---- | ------------- | --------- | ----------- |
| 2019 | Rookie Award  | Ateez     | Genomineerd |
| 2019 | Popular Award | Ateez     | Genomineerd |
| 2019 | K Wave Award  | Ateez     | Genomineerd |

### MGMA M2 X Genie Music Awards
| Jaar | Prijs               | Ontvanger | Uitslag     |
| ---- | ------------------- | --------- | ----------- |
| 2019 | The Male New Artist | Ateez     | Genomineerd |

### Mnet Asian Music Awards
| Jaar | Prijs                         | Ontvanger | Uitslag     |
| ---- | ----------------------------- | --------- | ----------- |
| 2019 | Worldwide Icon of the Year    | Ateez     | Genomineerd |
| 2019 | Best New Male Artist          | Ateez     | Genomineerd |
| 2019 | Worldwide Fans’ Choice Top 10 | Ateez     | Gewonnen    |

### MTV EMA Awards
| Jaar | Prijs           | Ontvanger | Uitslag  |
| ---- | --------------- | --------- | -------- |
| 2019 | Best Korean Act | Ateez     | Gewonnen |

### Soribada Best K-Music Awards
| Jaar | Prijs                  | Ontvanger | Uitslag  |
| ---- | ---------------------- | --------- | -------- |
| 2019 | Best Performance Award | Ateez     | Gewonnen |